# Список дипломатичних місій Грузії

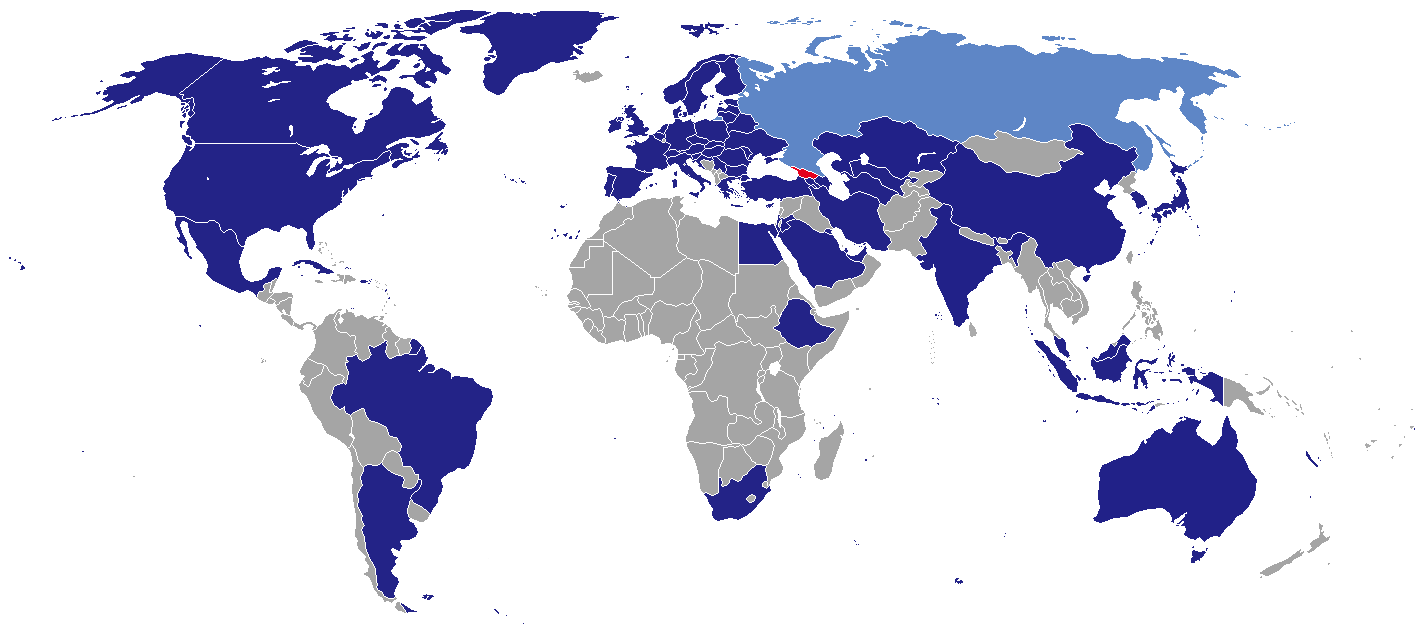
Країни, де є посольство Грузії

Нижче представлено список дипломатичних місій Грузії. Грузія має посольства в 59 країнах світу, а також 5 генеральних консульств.

## Посольства
| Посольство в      | Акредитоване в |
| ----------------- | --- |
| Австралія         | Вануату Кірибаті Нова Зеландія Самоа Тонга Фіджі |
| Австрія           | ОБСЄ |
| Азербайджан       | |
| Аргентина         | Болівія Еквадор Парагвай Уругвай Чилі |
| Бельгія           | Люксембург Європейський Союз |
| Білорусь          | |
| Болгарія          | |
| Бразилія          | Гаяна Колумбія Перу Суринам Тринідад і Тобаго |
| Ватикан           | Мальтійський орден |
| Велика Британія   | Міжнародна морська організація |
| Вірменія          | |
| Греція            | Сербія |
| Данія             | Ісландія |
| Естонія           | |
| Ефіопія           | Джибуті Сейшельські Острови Сомалі |
| Єгипет            | Лівія Сирія Туніс |
| Ізраїль           | |
| Індія             | Бангладеш Непал Шрі-Ланка Таїланд |
| Індонезія         | Сінгапур Східний Тимор Філіппіни |
| Іран              | Пакистан |
| Ірландія          | |
| Іспанія           | Алжир Андорра Марокко |
| Італія            | Мальта Сан-Марино Продовольча та сільськогосподарська організація ООН Міжнародний фонд сільськогосподарського розвитку Всесвітня продовольча програма |
| Йорданія          | Ірак Ліван |
| Казахстан         | Киргизстан |
| Канада            | Міжнародна організація цивільної авіації |
| Катар             | |
| Кіпр              | |
| КНР               | В'єтнам Монголія |
| Куба              | |
| Кувейт            | ОАЕ |
| Латвія            | |
| Литва             | |
| Малайзія          | |
| Мексика           | Домініка Домініканська Республіка Гватемала Гондурас Коста-Рика Панама Сент-Вінсент і Гренадини Ямайка                                                |
| Молдова           | |
| Нідерланди        | |
| Німеччина         | |
| Норвегія          | |
| ПАР               | Ботсвана Замбія Зімбабве Маврикій Мадагаскар Мозамбік                                                                                                 |
| Південна Корея    | |
| Польща            | |
| Португалія        | |
| Румунія           | |
| Саудівська Аравія | Ємен Оман |
| Словаччина        | |
| Словенія          | |
| США               | Багамські Острови Гаїті Гренада |
| Туреччина         | Албанія Боснія і Герцеговина |
| Туркменістан      | Афганістан |
| Угорщина          | Хорватія Чорногорія |
| Узбекистан        | Таджикистан |
| Україна           | ГУАМ |
| Фінляндія         | |
| Франція           | Монако ЮНЕСКО |
| Чехія             | |
| Швейцарія         | Ліхтенштейн |
| Швеція            | |
| Японія            | |

Після Російсько-грузинської війни 2008 року, коли Грузія розірвала дипломатичні стосунки із Росією, посольство Швейцарії в Росії почало представляти інтереси Грузії, а посольство Швейцарії в Грузії почало представляти інтереси Росії.

## Генеральні консульства
- Греція: Салоніки
- США: Нью-Йорк
- Туреччина: Стамбул
- Туреччина: Трабзон
- Україна: Одеса

## Галерея

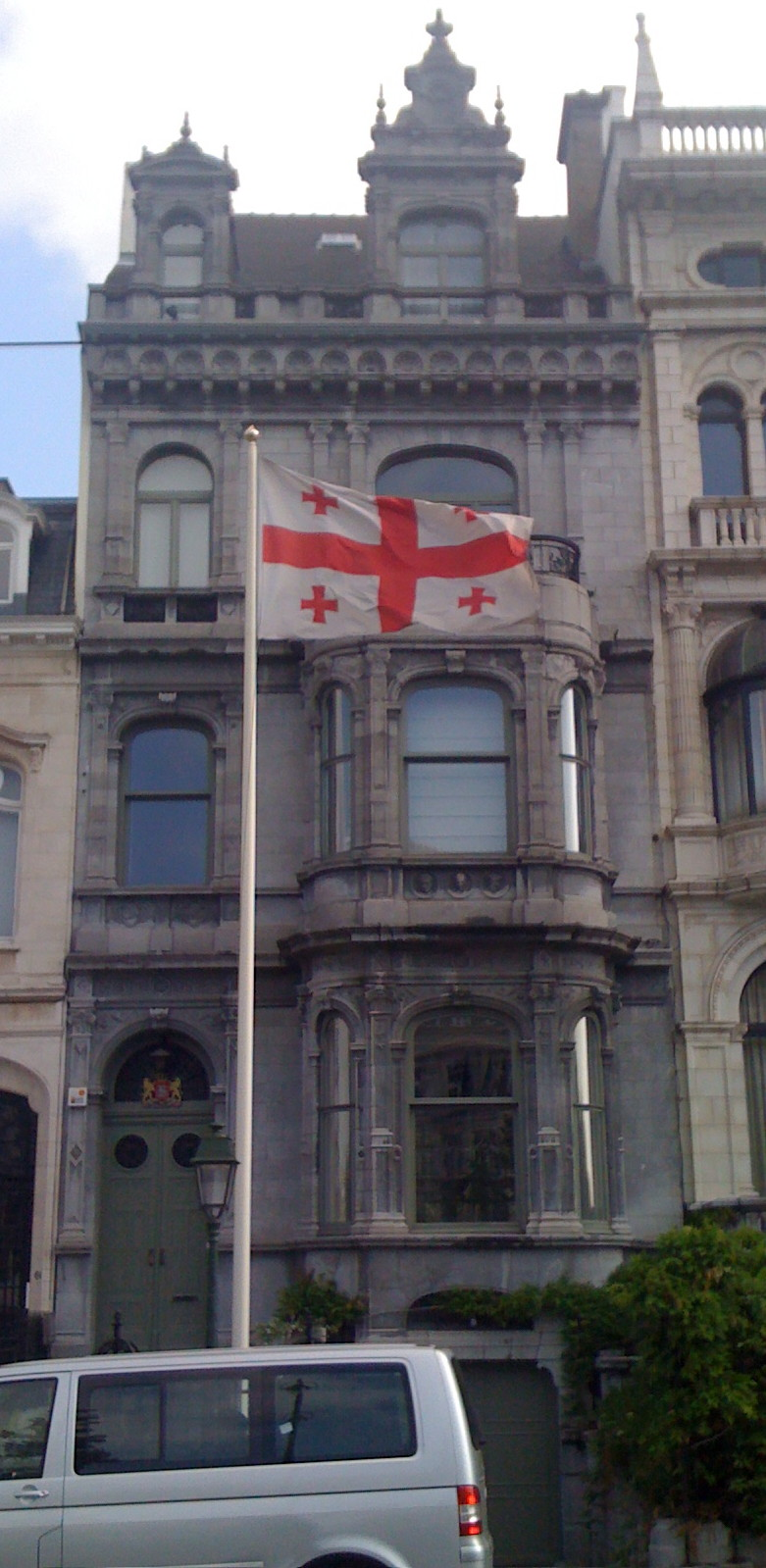
Посольство Грузії в Бельгії
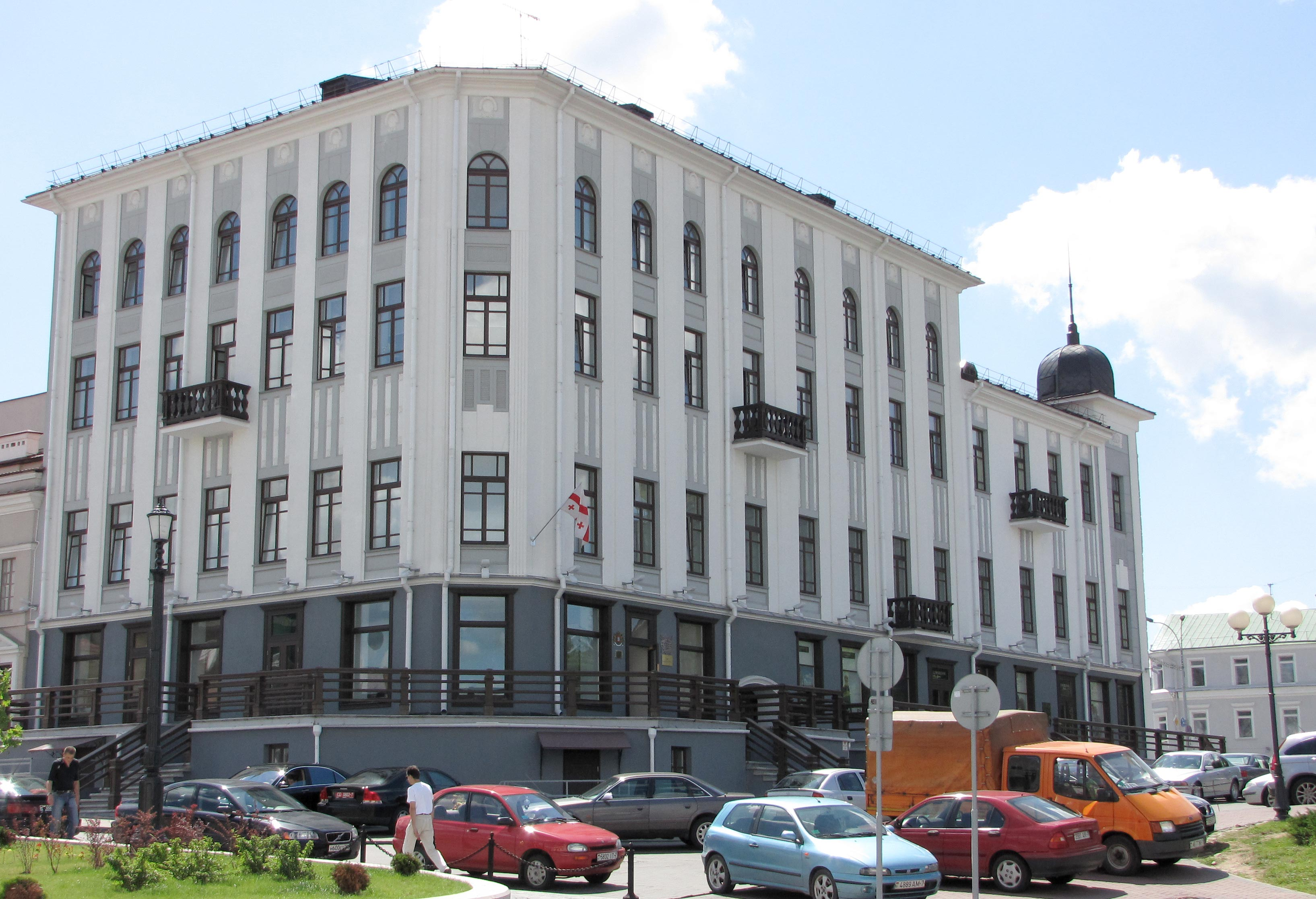
Посольство Грузії в Білорусі
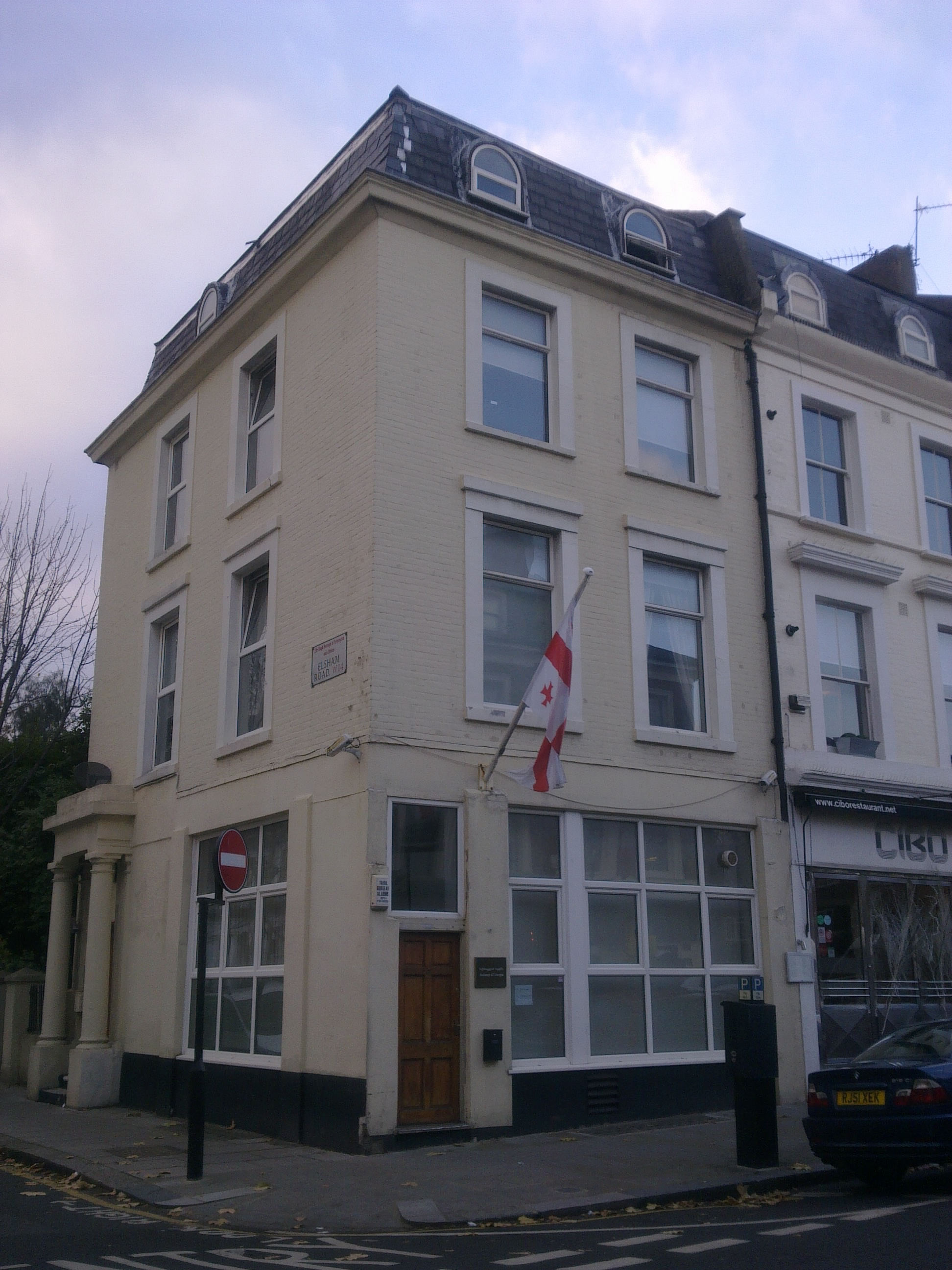
Посольство Грузії у Великій Британії
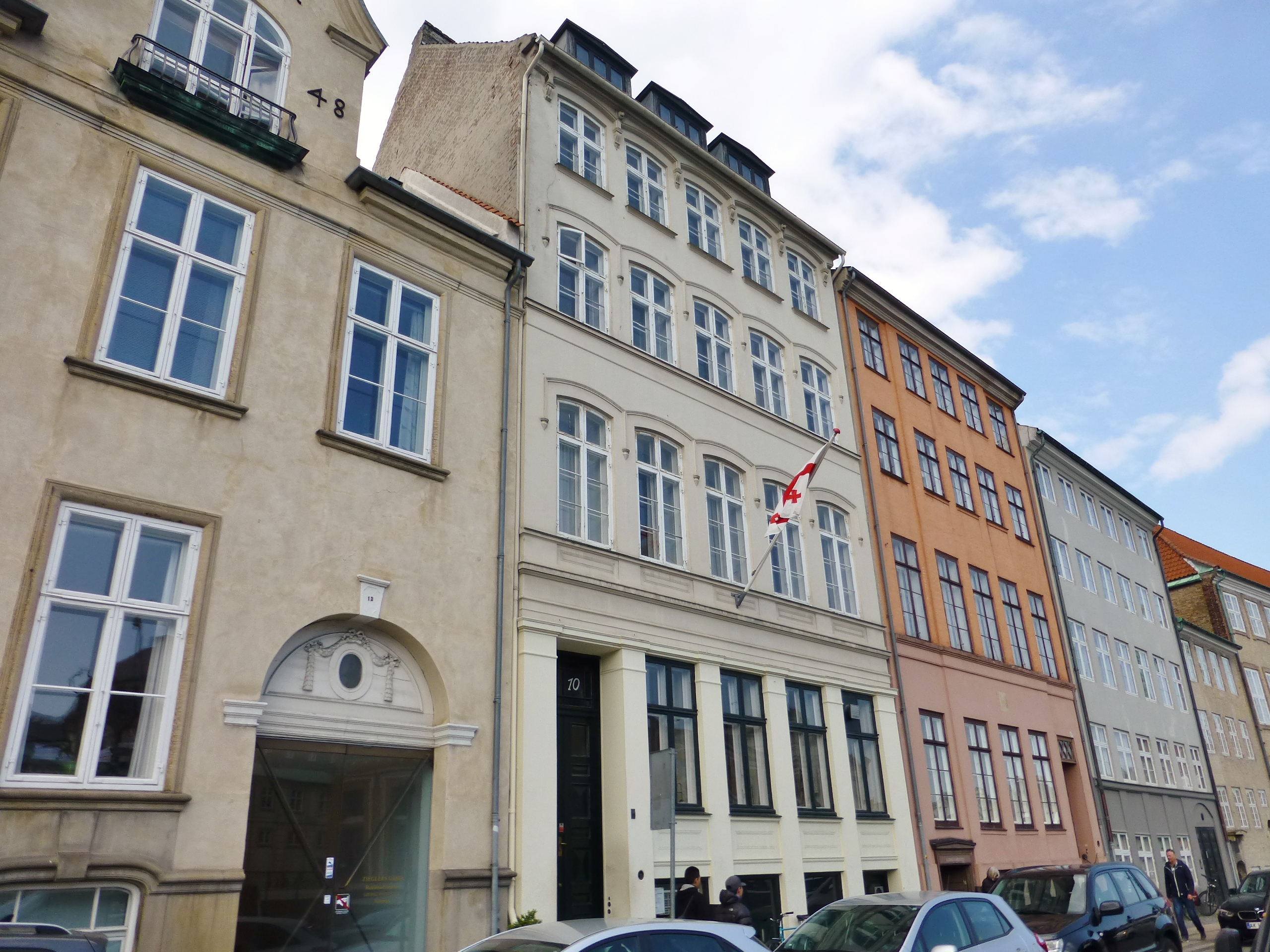
Посольство Грузії в Данії
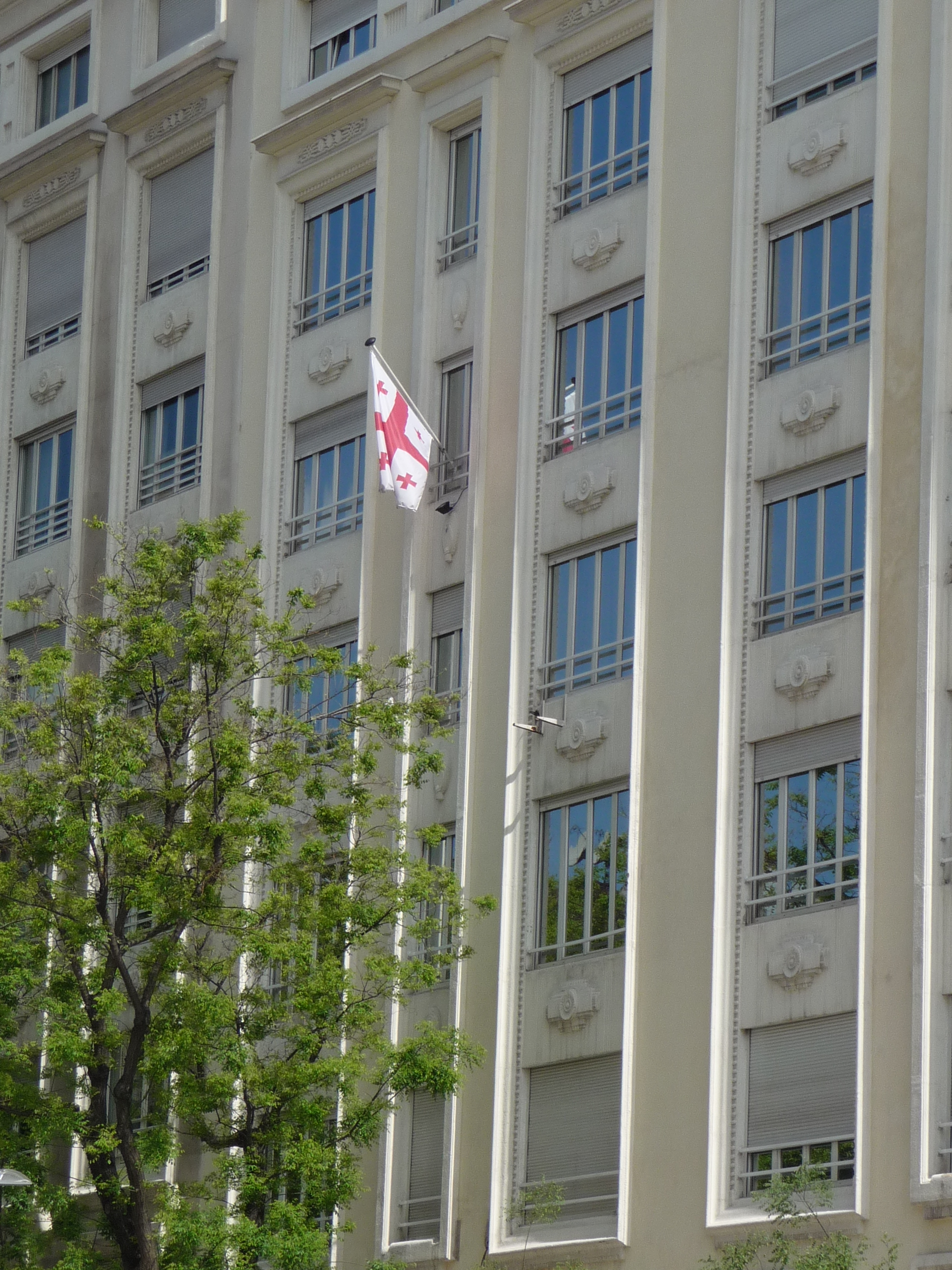
Посольство Грузії в Іспанії
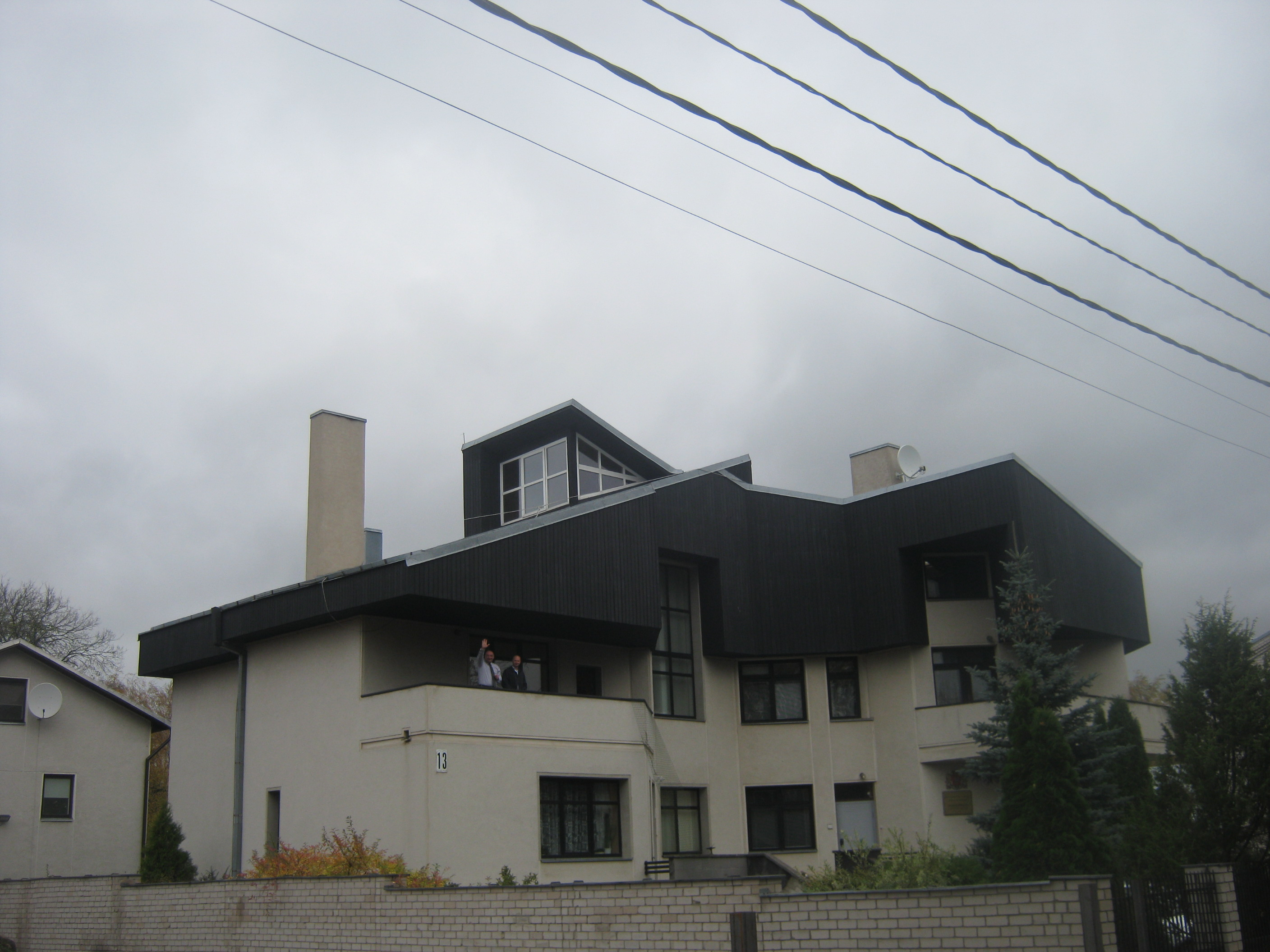
Посольство Грузії в Литві
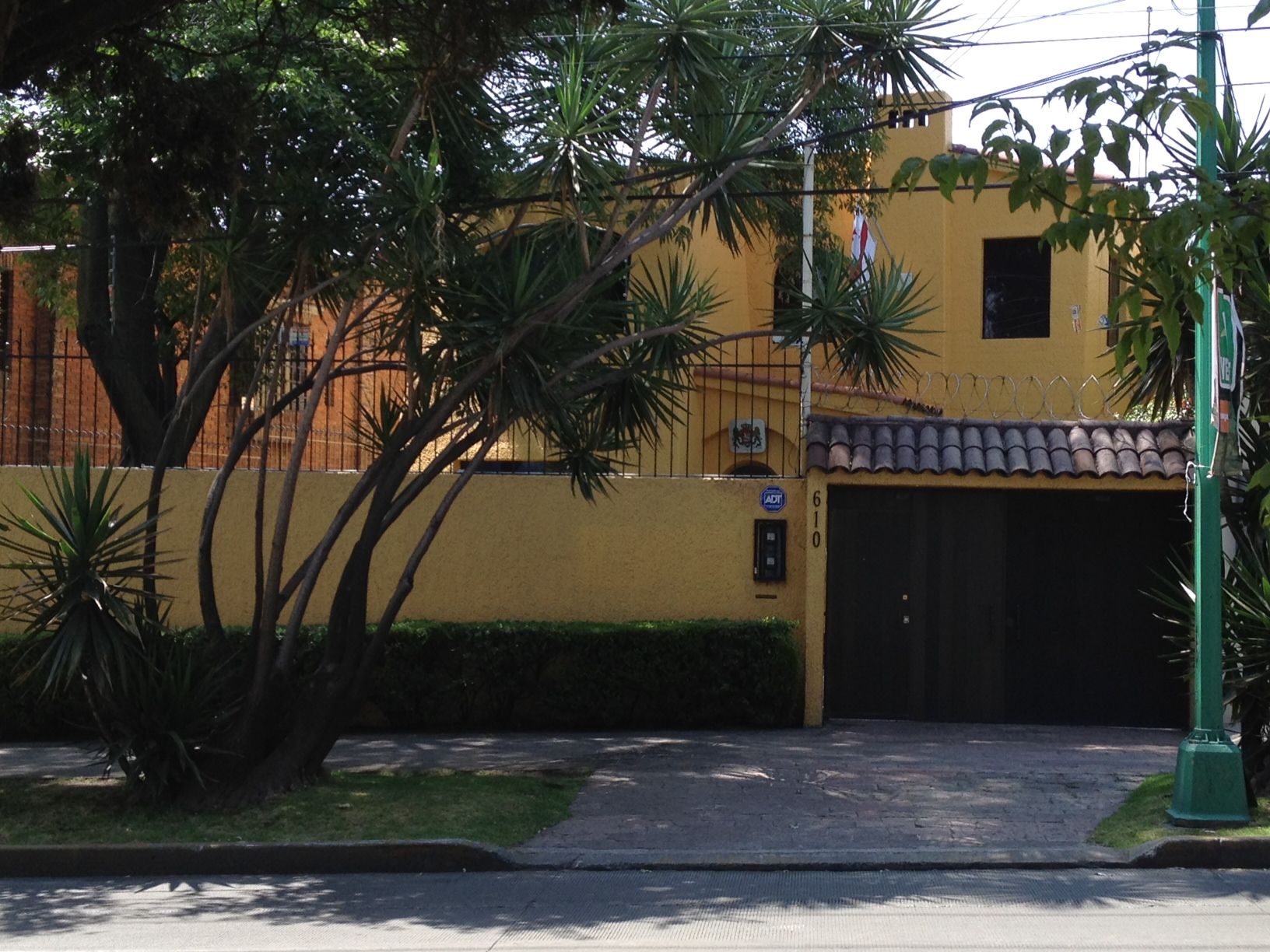
Посольство Грузії в Мексиці
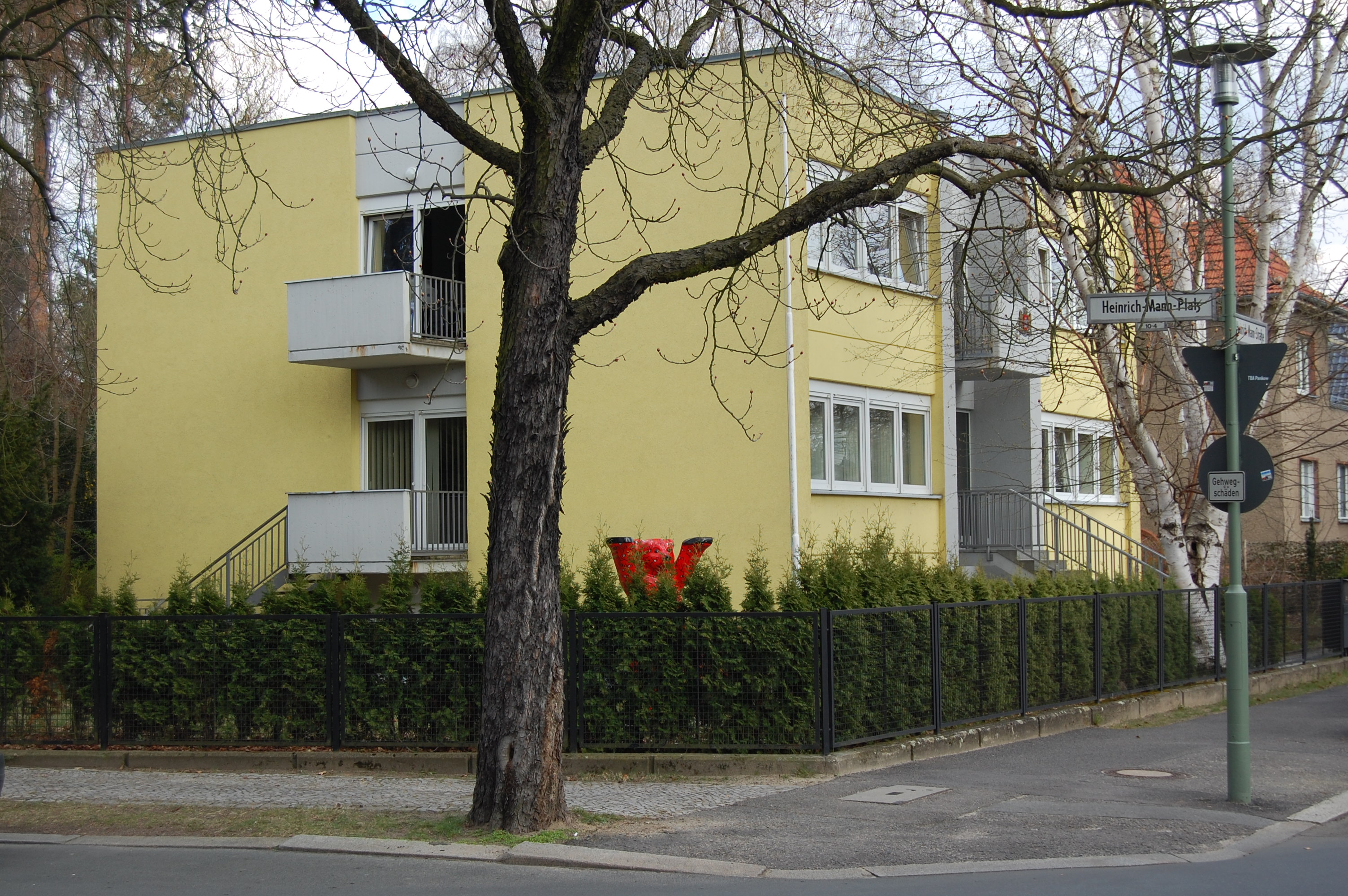
Посольство Грузії в Німеччині
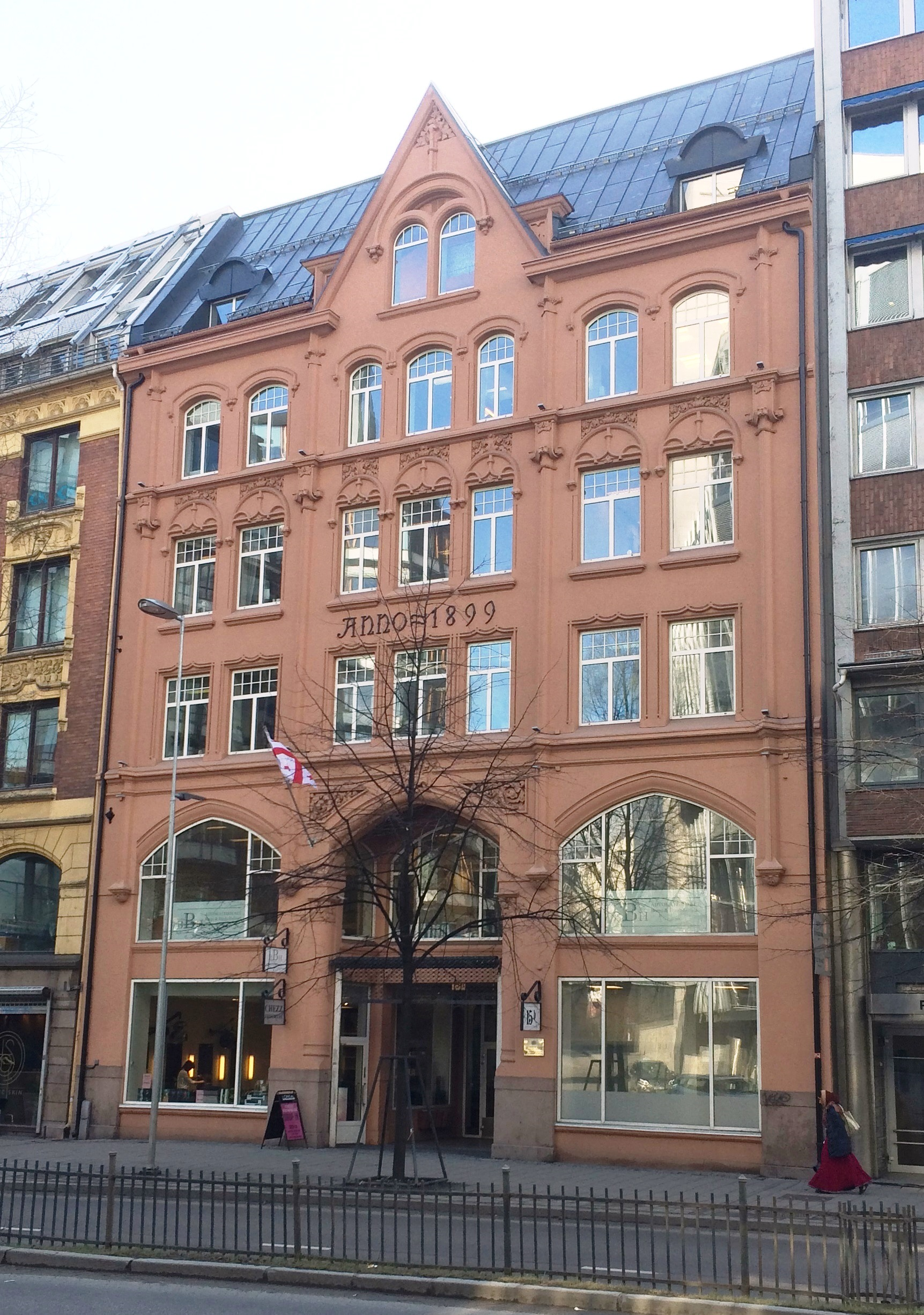
Посольство Грузії в Норвегії
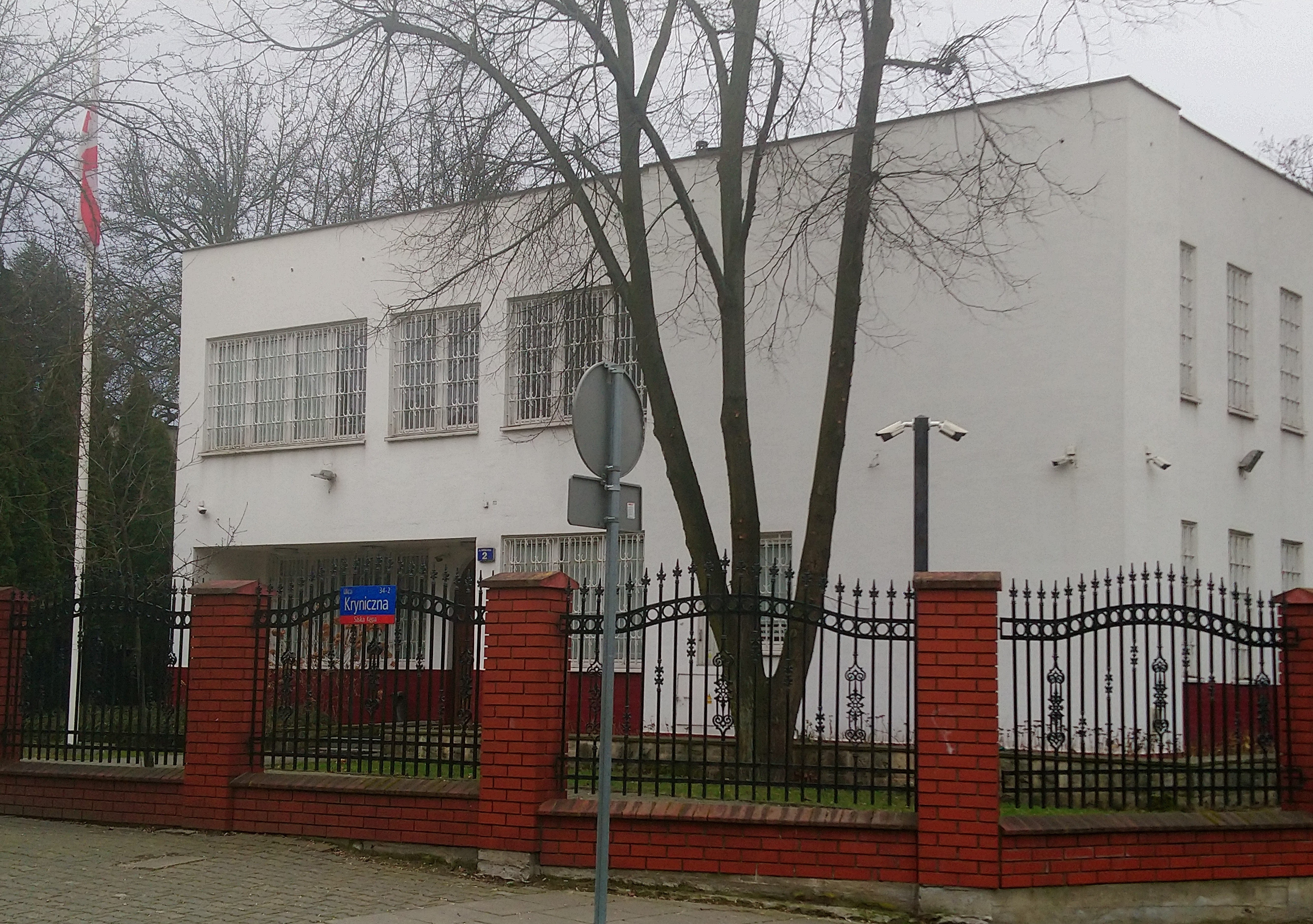
Посольство Грузії в Польщі
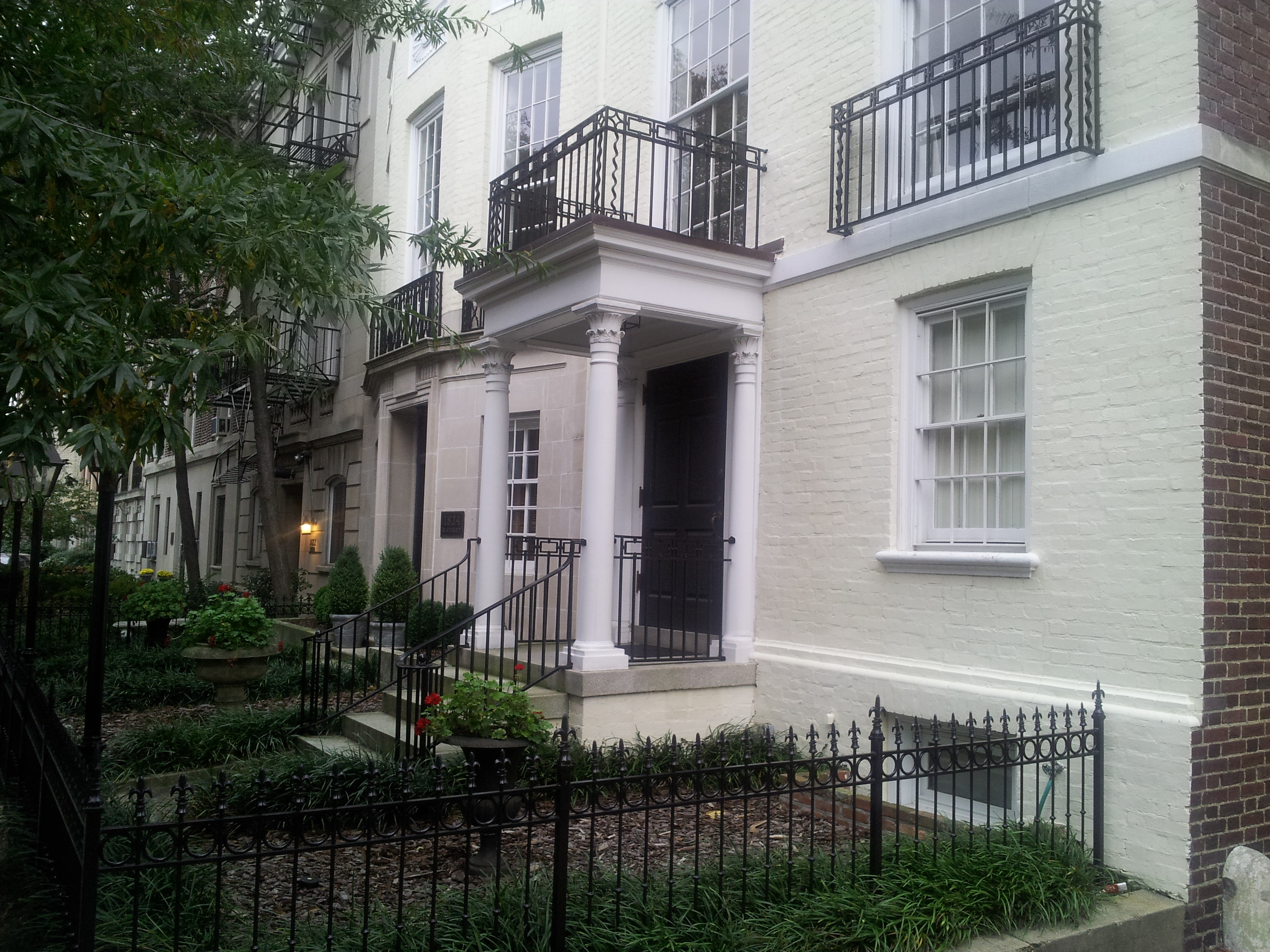
Посольство Грузії в США
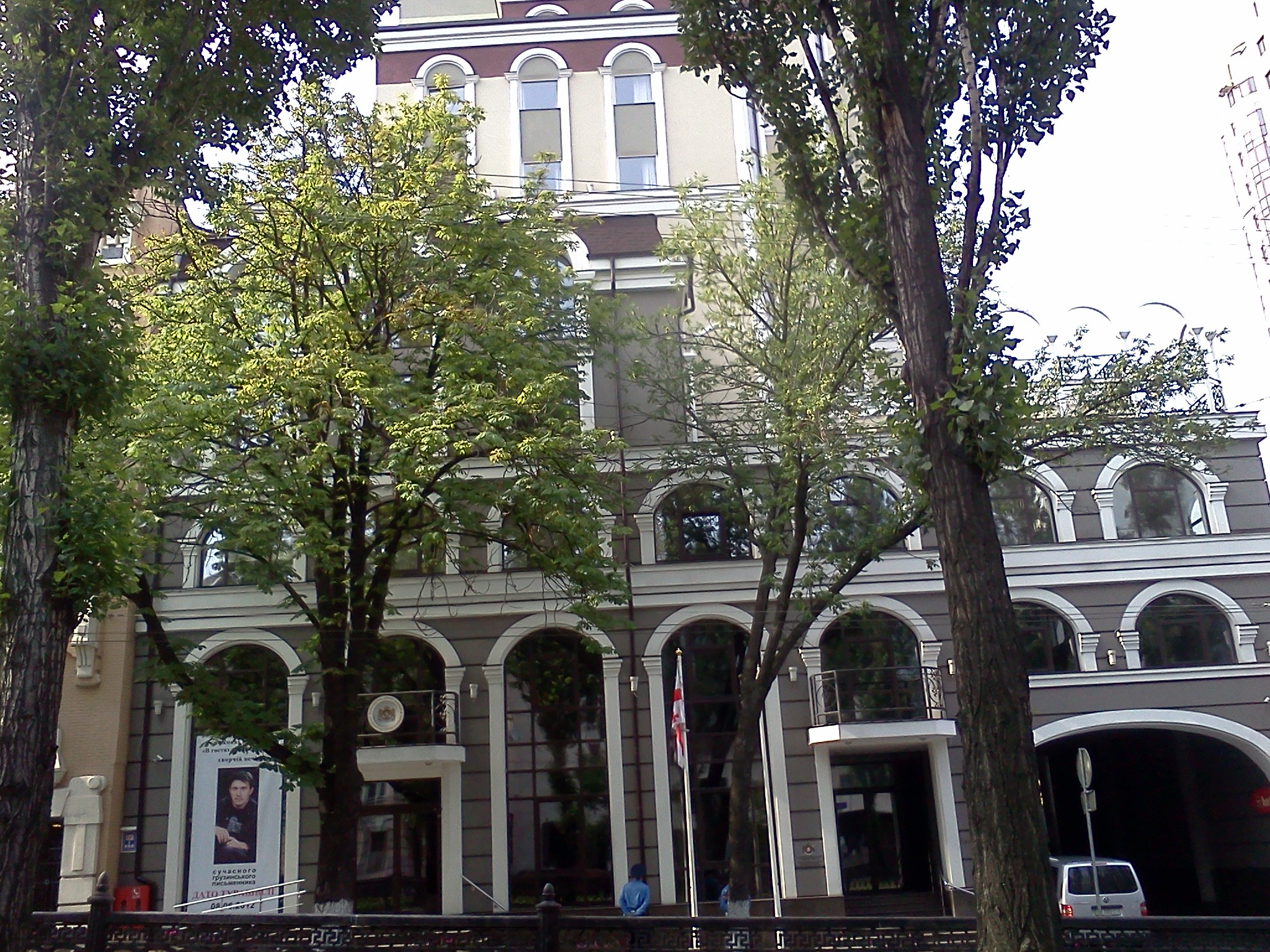
Посольство Грузії в Україні
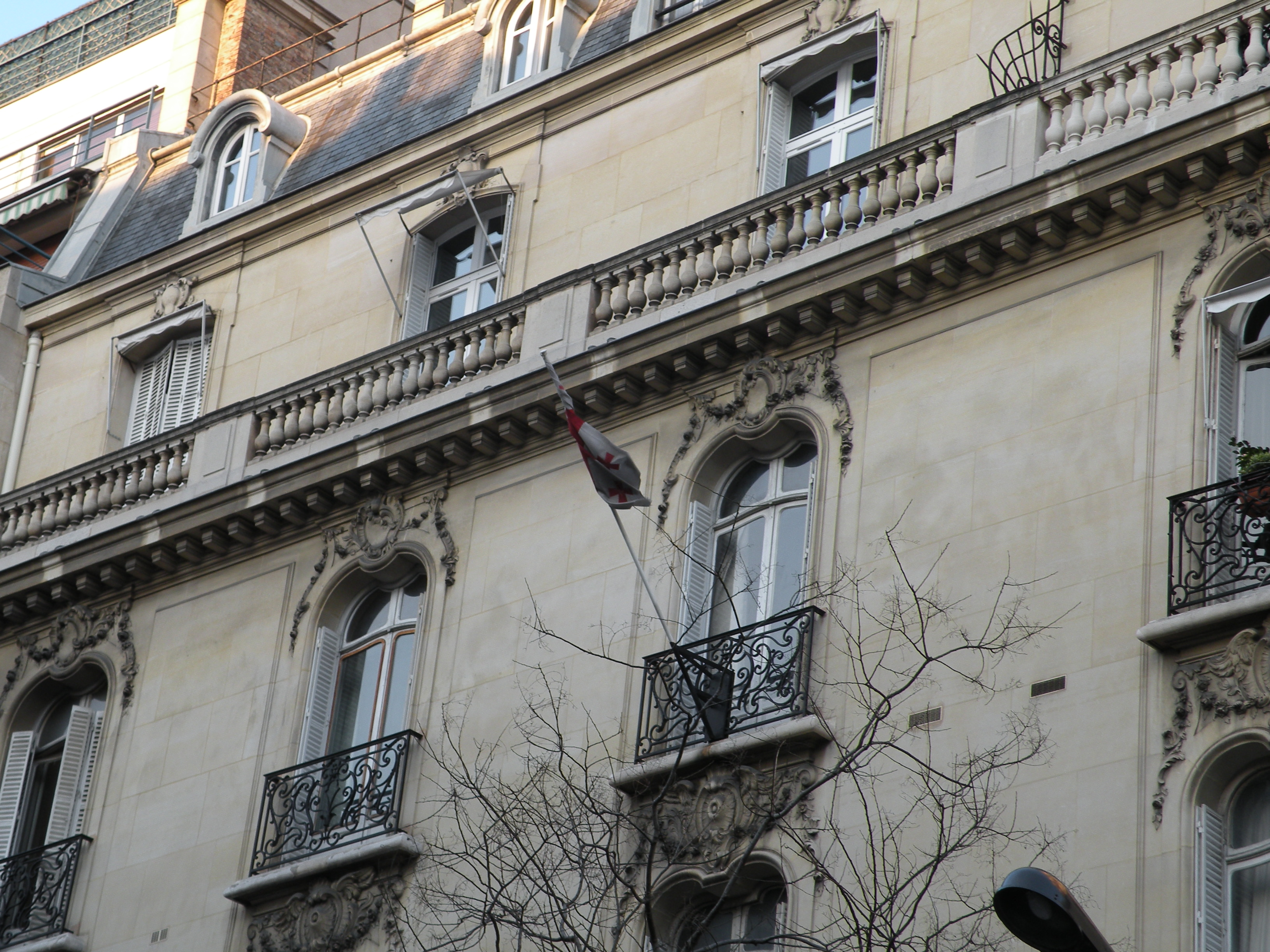
Посольство Грузії у Франції
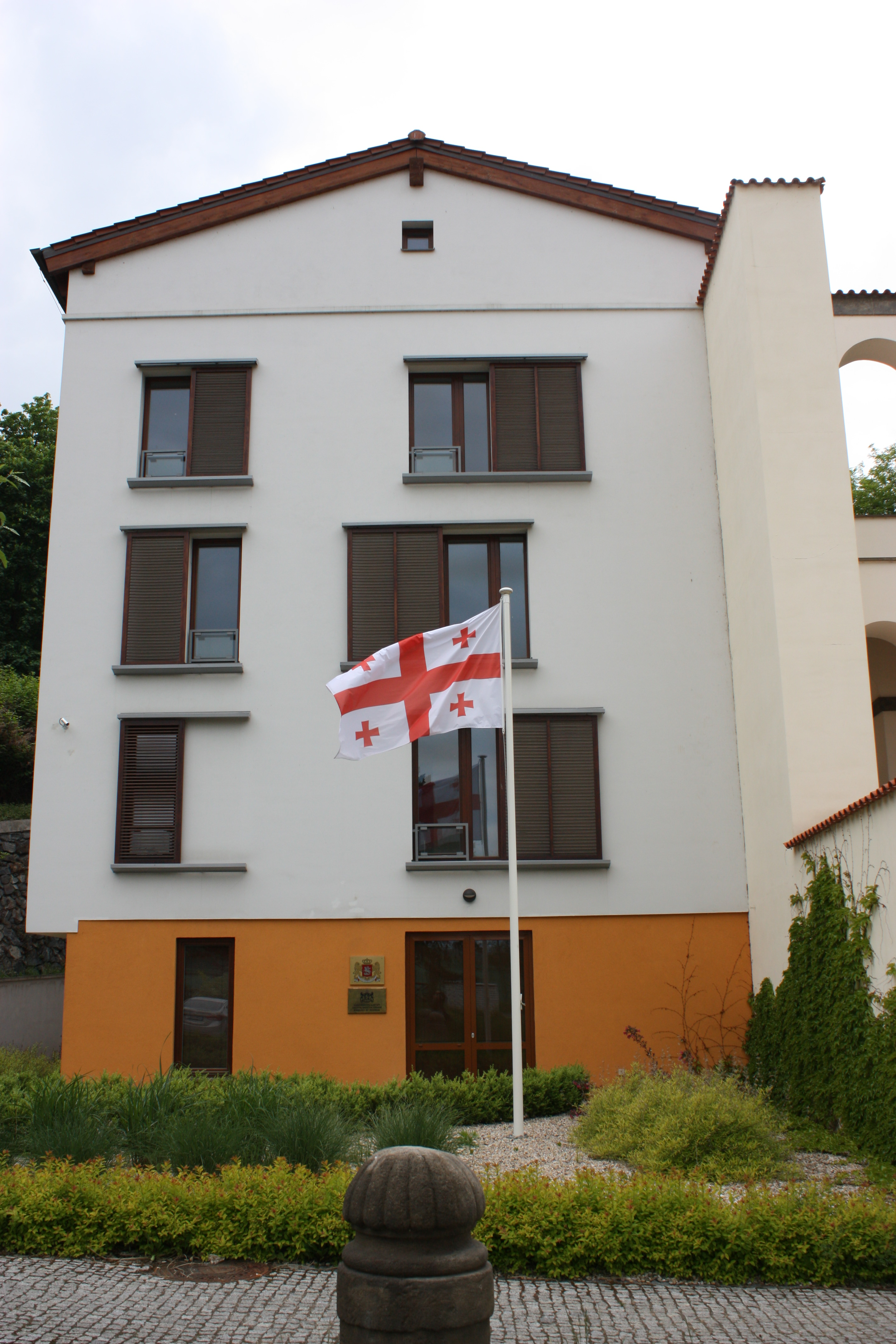
Посольство Грузії в Чехії
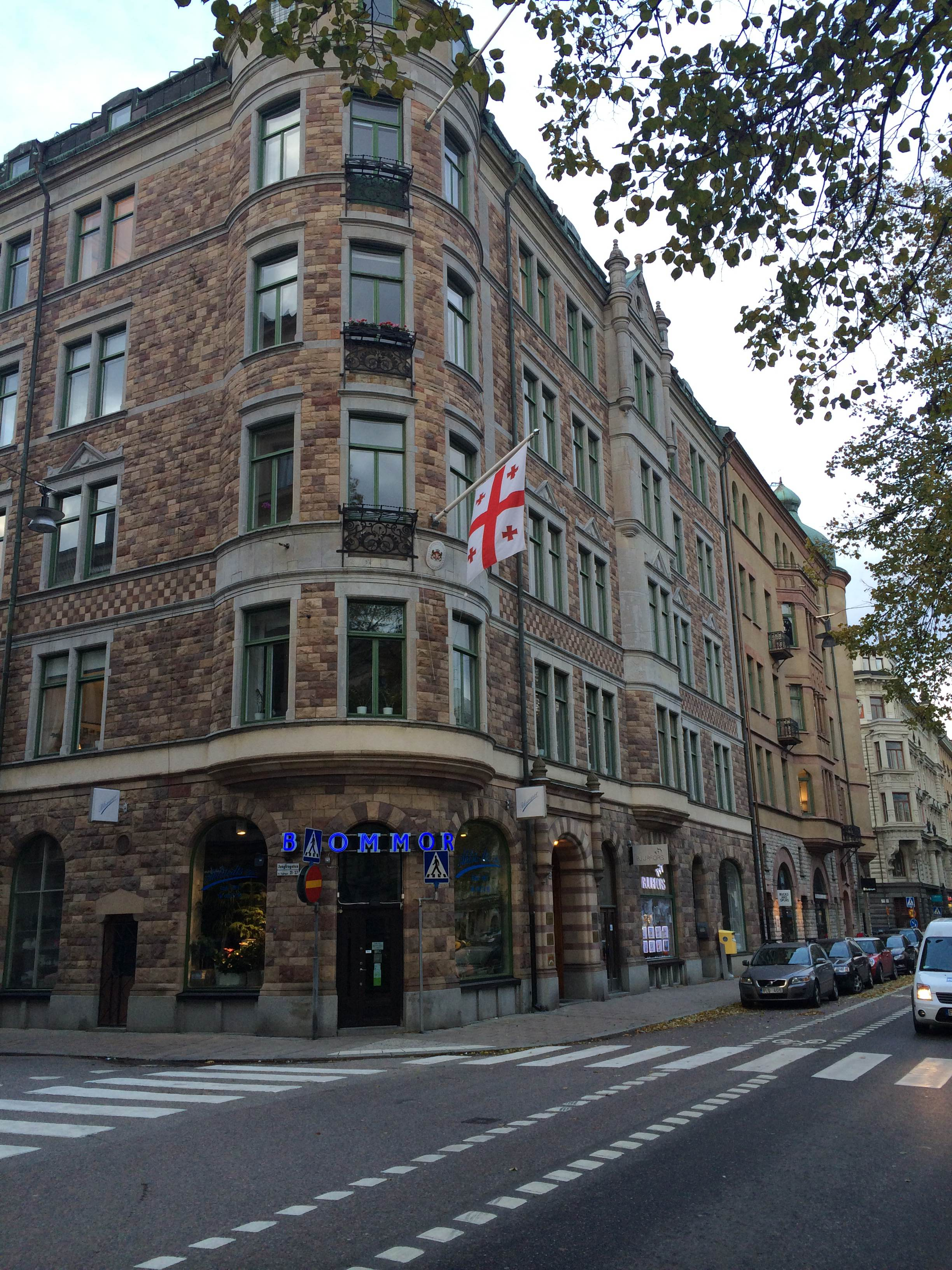
Посольство Грузії в Швеції
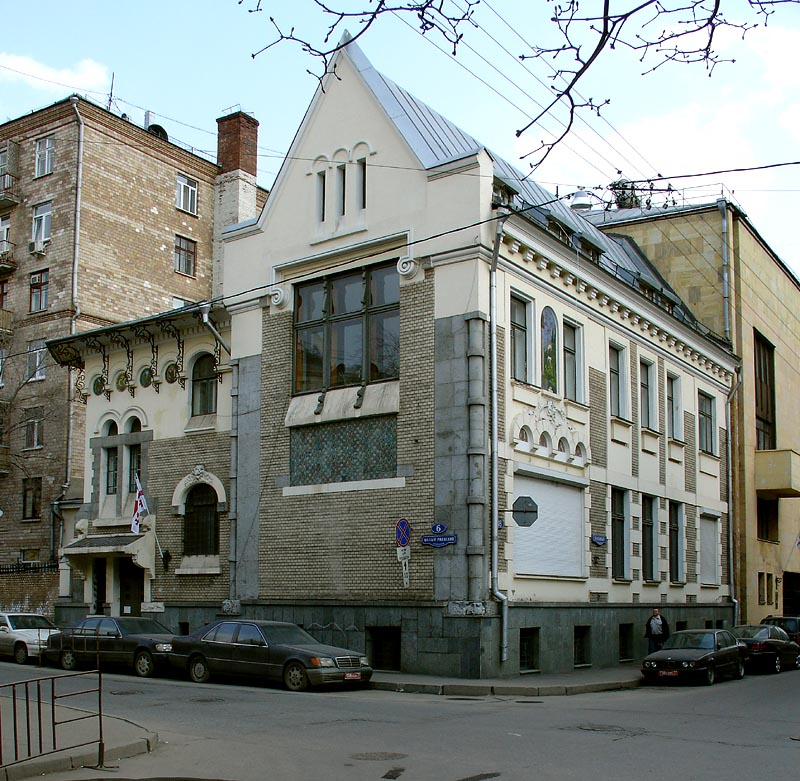
Секція інтересів Грузії при посольстві Швейцарії в Росії